# Dimitrije Tucović
Dimitrije "Mita" Tucović (en cirílico serbio: Димитрије Туцовић; Gostilje, 13 de mayo de 1881-Vrače Brdo, 20 de noviembre de 1914) fue un teórico socialista, político, escritor y editor serbio. A su vez, fue fundador del Partido Socialdemócrata Serbio.
Tucović dedicó toda su vida a la lucha por la emancipación de la clase obrera, la igualdad de género, el sufragio universal, la justicia social y las libertades civiles en el Reino de Serbia.
Algunas de las ideas que defendió de forma pionera representan hoy valores ampliamente aceptados en la República de Serbia .
Dimitrije Tucović también es considerado uno de los más importantes representantes del periodismo serbio. Su obra más importante es el libro Serbia y Albania, uno de los primeros estudios sobre el pueblo albanés, con el que defendió el derecho a la autodeterminación de las naciones, confrontando con el chovinismo serbio.

## Biografía
Tucović nació el 13 de mayo de 1881 en el pueblo de Gostilje, en el monte Zlatibor, cerca de Čajetina. Su padre era un sacerdote ortodoxo.

### Escuela en Užice

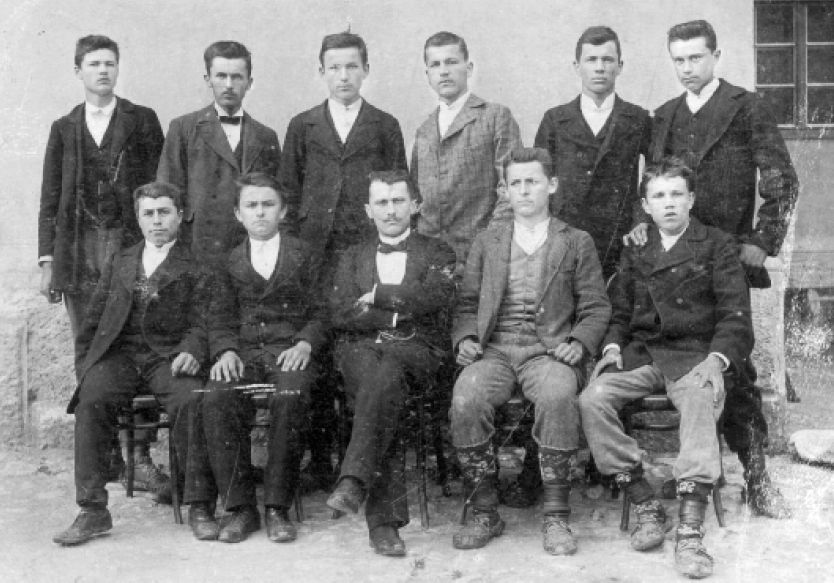
Estudiantes del grupo Napredak (Tucović es el 3^{e} a la izquierda, fila superior)

Dimitrije entró en 1893 en la escuela secundaria real de Užice, que era, por entonces, el centro del movimiento socialista, y en el que se distribuían libros prohibidos y prensa socialdemócrata. Allí Tucović se convirtió en un amigo cercano de Radovan Dragović, de quien recibió los primeros libros socialistas que pudo leer.Ya en quinto grado, lee clásicos alemanes y la revista teórica "Die Neue Zeit", que gozaba de una gran reputación en el movimiento obrero.
Tras la salida de Dragovic, Tucović se convirtió en la figura central de la organización estudiantil socialista Napredak (progreso), que actuó hasta 1897, cuando fue prohibida bajo el régimen de Vladan Đorđević. Al año siguiente, en 1898, se suprimió la Real Escuela Secundaria de Uzice. En protesta por el cierre, Tucović y otros jóvenes colgaron una gran bandera negra y carteles de protesta en su tejado.

### Traslado a Belgrado
En 1899, tras seis años, se traslada de Užice a Belgrado para terminar el instituto. En Belgrado trabajó activamente para organizar a los trabajadores jóvenes y dirigió el periódico Radničke novine (El Diario de los Trabajadores). En 1901, se renovó la Sociedad Obrera de Belgrado. Tucović creó un grupo socialista de estudiantes, convirtiéndose en uno de los líderes de la Sociedad. En 1902, organizó manifestaciones estudiantiles contra las políticas de Nikola Pašić.
Tucović buscó crear sindicatos modernos que defendieran los derechos del conjunto de la clase obrera. Gracias a la ayuda de Tucović y de su camarada Radovan Dragović, se pudo crear de nuevo la "Junta de Dirección del Movimiento" y se formó el "Comité Central" encargados de coordinar las luchas y huelgas de los trabajadores. Para ellos tuvo gran importancia, pues era un punto de partida para posteriormente fundar un partido obrero.
Tucović encabezó las manifestaciones de marzo contra el rey Aleksandar Obrenović el 5 de marzo de 1903.5 000 estudiantes y trabajadores marcharon contra el régimen absolutista convocados por el grupo estudiantil y dirigida por Tucović y Trisa Kaclerovic. La manifestación fue disuelta por la policía, muriendo cinco personas y resultando otras seis heridas. Más de 120 manifestantes fueron arrestados y 27 de ellos acusados. Por ello se vio obligado a emigrar a Zemun, en la vecina Austria-Hungría, y más tarde a Viena. 

### Como dirigente del partido
Tras el Golpe de Mayo, se celebra el 2 de agosto de 1903 el congreso fundacional del Partido Socialdemócrata Serbio. El periódico obrero que editaba Tucović se convierte en portavoz del partido. A nivel internacional, el PSDS se convierte en miembro de la Segunda Internacional, donde Tucović colabora con Rosa Luxemburgo, Lenin y otros socialistas.

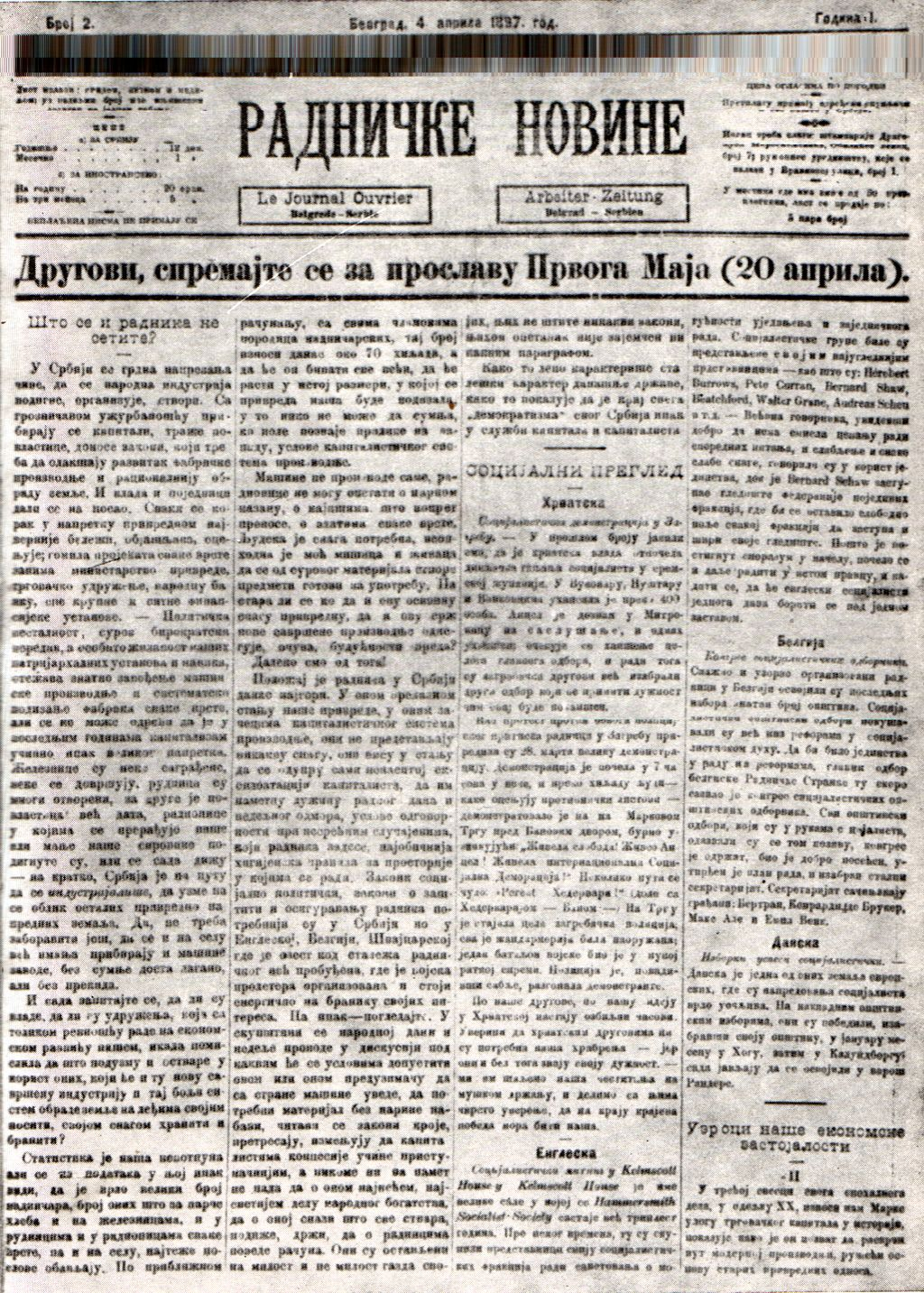
Radničke novine (El Diario de los trabajadores) de 1897.

En 1906, se graduó en la Facultad de Derecho de la Universidad de Belgrado. En 1907, se traslada a Berlín, pero a principios de 1908, regresa al país debido a la crisis del movimiento abandonando su doctorado. Ese mismo año, fue elegido secretario del PSDS en su VI congreso. Al frente del partido, logró un éxito significativo en la mejora de las condiciones de la clase obrera.
En marzo de 1909, el príncipe heredero serbio Jorge de Yugoslavia golpeó a su sirviente hasta la muerte. La prensa del régimen trató de encubrir el crimen llamándolo un "asesinato misterioso", pero Dimitrije Tucović y los socialdemócratas serbios comenzaron una persistente campaña a través de su periódico, exigiendo que el crimen fuera castigado. Este evento causó una gran agitación, por lo que el 27 de marzo de 1909, Djordje se vio obligado a renunciar al trono en favor de su hermano menor Alejandro. En Serbia, se dijo que Radničke Novine causó la caída del Príncipe Heredero. Esta controversia que la socialdemocracia reveló y expuso valientemente al público, logró comprometer no solo a Đorđe, sino también al trono y a la monarquía en general ante las grandes masas populares, fortaleciendo así el apoyo a la república.

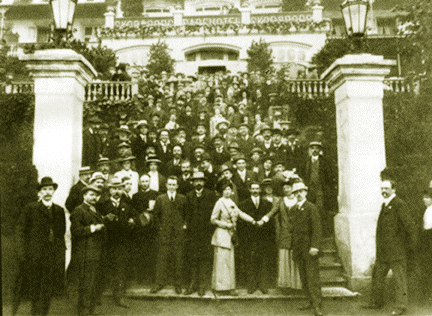
Congreso de la Segunda Internacional en Copenhague 1910

Gracias a Tucović, el Partido Socialdemócrata Serbio ganó un gran prestigio en el movimiento obrero internacional. Fue organizador y líder de la Primera Conferencia Socialista de los Balcanes, celebrada en Belgrado del 7 al 9 de enero de 1910. En el congreso participaron delegados de Serbia, Bulgaria, Rumanía, Turquía, Montenegro, Macedonia y las regiones eslavas del Imperio austrohúngaro, quienes acordaron que su objetivo era abolir las fronteras impuestas a la fuerza en los Balcanes y crear una Federación Balcánica. Ese mismo año, Tucović fundó la revista teórica marxista Borba (Lucha) y se convirtió en su editor. Como representante del partido, participó en muchos congresos internacionales. En Berlín y Copenhague conoció el funcionamiento de las casas del pueblo, lo que llevó a la creación de una Casa del Pueblo en Belgrado. En el Congreso Socialista Internacional en Copenhague, el 17 de agosto de 1910, criticó severamente a los socialistas de algunos países occidentales por su postura ante la anexión de Bosnia y Herzegovina. En un debate con el representante de la socialdemocracia austríaca, Karl Renner, calificó la política austrohúngara hacia Bosnia como colonizadora y opresiva. Por propuesta de Tucović, se incluyó en las conclusiones del congreso de la Internacional Socialista el siguiente párrafo sobre la independencia de los pueblos pequeños: "Exigimos con firmeza la autonomía de todos los pueblos y los defendemos de cualquier agresión bélica y de toda opresión".

### Guerras y muerte
Fue movilizado en 1912 y, como oficial de reserva del Primer Regimiento de Infantería de la División de Morava, participó en las guerras balcánicas y en la campaña militar serbia en Albania. Tucović cruzó Albania con el ejército serbio hasta llegar a Elbasan. Al ocupar la ciudad mayoritariamente albanesa de Đakovica, comentó: 'Entramos en tierra ajena'. Como testigo de las masacres de la población albanesa en las áreas recientemente anexadas, Tucović advirtió que se había 'cometido un intento de asesinato premeditado contra toda una nación', lo cual era un 'acto criminal' que debía 'expiarse'. Durante la toma de Kosovo envió diversas cartas a su periódico. En una de ellas afirmaba:

"Hemos llevado a cabo el intento de asesinato premeditado de toda una nación. Nos sorprendieron en ese acto criminal y hemos sido obstruidos. Ahora debemos sufrir el castigo... En las Guerras Balcánicas, Serbia no solo duplicó su territorio, sino también sus enemigos externos."

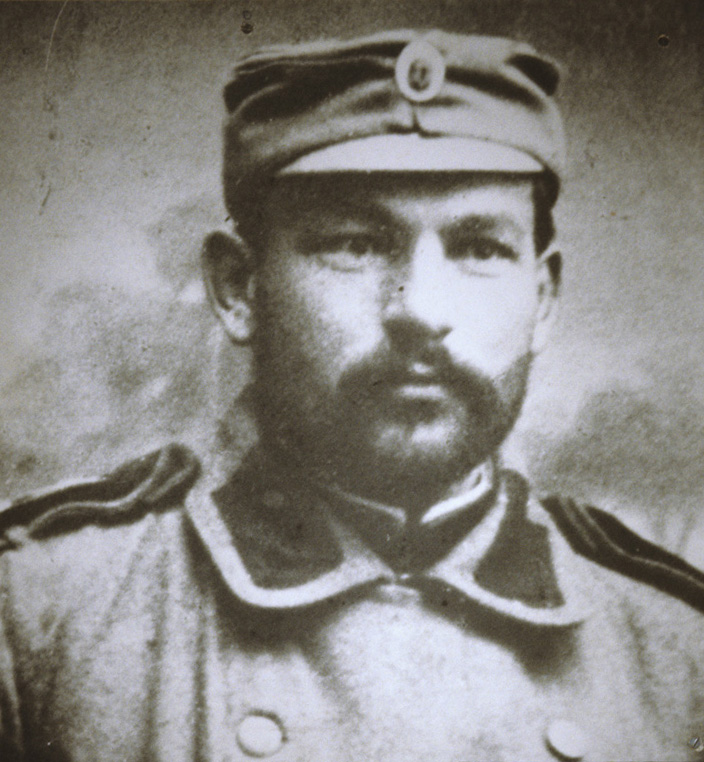
Capitán Dimitrije Tucović

Después de regresar de la guerra balcánica, publicó su influyente libro Serbia y Albania: Una contribución a la crítica de la política conquistadora de la burguesía serbia, que analiza las raíces del conflicto serbio-albanés y se considera 'una de las contribuciones marxistas más importantes sobre la cuestión nacional en los Balcanes'.

Al regresar del ejército en 1913, retomó su lugar activo en el movimiento obrero. En 1914, se convirtió en miembro de la Oficina Socialista Internacional. En vísperas de la Primera Guerra Mundial se encontraba en Berlín con la intención de obtener un doctorado. Sin embargo, en 1914, cuando Austria-Hungría declaró la guerra a Serbia, Tucović regresó a su país, donde se unió al ejército serbio y participó en las primeras victorias contra Austria-Hungría. Durante todo el periodo de guerra, hasta su muerte, llevó un diario de guerra meticuloso. Cuatro días antes de morir, escribió sobre la anarquía que prevalecía en las filas del ejército:
En la marcha matutina, se ha demostrado en todo su esplendor la rabia de la pasión belicista. Los soldados pierden cualquier sentimiento humano y, como perros rabiosos, persiguen como un enjambre por el camino, de casa en casa, cualquier cosa para robar. Las mujeres y los niños procuran defender todo lo que tienen, hasta que un fusil en el pecho los hace callar. Yo mismo he visto como un soldado ataba a un niño a un coche en marcha y amenaza a su madre con matarla si lo auxiliaba. Uno sacude la cesta, otro derrama aguardiente, otro saca pan del horno. Y el caos continúa como si esta tierra no existiera, y como si nadie conociera a nadie.
– Diario de guerra de Tucović, 16 de noviembre de 1914
El capitán de reserva de segunda clase Dimitrije Tucović murió el 20 de noviembre de 1914 en la Batalla de Kolubara contra el ejército austrohúngaro en la colina Vrače, cerca de Lazarevac. Murió a los 33 años.

La noticia de la muerte de Dimitrije Tucović fue comentada por muchos intelectuales europeos, entre ellos Karl Kautsky, León Trotsky, Jean Longuet, Hermann Wendel y otros.
"¡Cuántos heraldos de la Federación Balcánica han caído en las guerras de los últimos años! El golpe más duro para la socialdemocracia serbia y de toda la región de los Balcanes en la guerra fue el destino de Dimitrije Tucović, quien fue una de las figuras más nobles y heroicas del movimiento obrero serbio." – León Trotski

## Obra
Tucović publicó unas 600 obras en periódicos nacionales y extranjeros, en su mayoría artículos de periódicos, libros y traducciones. Algunos de ellos son:
- Organización sindical ( Sindikalne organizacije ) 1904.
- Sindicatos y Partido ( Sindikati i partija ) 1904.
- Austria-Hungría en los Balcanes ( Austro-Ugarska na Balkanu ) 1908.
- Derecho laboral y Social Democracia ( Zakon o radnjama i socijalna demokratija ) 1908.
- El movimiento obrero en Serbia ( Radnički pokret u Srbiji ) 1909.
- Conferencia de los Balcanes ( Balkanska konferencija ) 1910.
- Primera Conferencia Socialdemócrata de los Balcanes ( Prva balkanska socijaldemokratska konferencija ) 1910.
- La cuestión albanesa ( Albansko pitanje ) 1910.
- Guerra y paz ( Rat i mir ) 1910.
- Liberación de la mujer ( Oslobođenje žene ) 1910.
- Táctica y acción ( Taktika i akcija ) 1910.
- Serbia burguesa y proletaria ( Buržoaska i proleterska Srbija ) 1911.
- Marx y los eslavos ( Marks i Sloveni ) 1911.
- Serbia y Albania (Srbija i Arbanija) 1914

Tucović colaboró en periódicos y revistas extranjeras, como: 'Vorwärts', 'Arbeiter-Zeitung', 'Der Kampf', 'Die Neue Zeit'. También tradujo al serbio un gran número de obras de teóricos austriacos y alemanes, incluidos Karl Marx, Bebel y Kautsky, entre otros.

## Su memoria
''Recordé a Dimitrije Tucović, su libro sobre Albania y su triste muerte, cómo quedó aplastado como un trapo bajo la rueda de ese mismo mecanismo contra el que luchó con valentía y dignidad. Su luminosa figura nos ofrece consuelo al mostrarnos que no todas las banderas en nuestro horizonte han caído sin esperanza; la muerte de Dimitrije Tucović, al igual que la melancólica agonía de Svetozar Marković, son eventos que se erigen como hitos al inicio de nuestro camino hacia la civilización." – Miroslav Krleža
Los comunistas yugoslavos del siglo XX consideraban a Dimitrije Tucović como uno de sus predecesores. En su honor, en 1949 sus restos fueron trasladados del cementerio militar de Lazarevac y enterrados en la plaza Slavija, que entonces fue renombrada como Plaza Dimitrije Tucović. En la plaza se erigió un monumento en su honor, obra del escultor Stevan Bodnarov. Después de la disolución de la RFS de Yugoslavia, en varias ocasiones se anunció el traslado del monumento de Tucović de Slavija, pero, debido a la resistencia del público, esto no se llevó a cabo. Hoy en día, muchos izquierdistas, desde socialdemócratas hasta comunistas, consideran a Dimitrije Tucović como su precursor ideológico.
En la República de Serbia, muchas escuelas, bibliotecas e instituciones culturales y artísticas llevan su nombre. En 1973, Radiotelevizija Beograd produjo una miniserie biográfica, Dimitrije Tucović, en la que Ljubiša Samardžić interpretó el papel principal.